# 절대로 네 여자가 될 수 없을거야
《절대로 네 여자가 될 수 없을거야》(영어: I Could Never Be Your Woman)는 2007년에 공개된 미국의 로맨틱 코미디 영화이다. 이 영화는 에이미 헤컬링이 감독과 각본을 맡았고, 미셸 파이퍼와 폴 러드가 출연하였다. 시얼샤 로넌의 장편 영화 데뷔작이다.
이 영화는 2007년 5월 11일 스페인에서, 7월 18일 벨기에에서, 9월 14일부터 브라질에서, 9월 20일 그리스에서, 10월 19일 대만에서 개봉되었다.

## 줄거리
이혼했으며 딸이 있는 45살 로지는 최근 시청률이 부진한 시트콤의 작가이자 제작자이다. 시청률 상승을 노리고 새 배우를 뽑으면서 로지는 29살 애덤의 매력을 발견하고 적극 밀어붙여 너드 역할을 맡긴다. 애덤 역시 로지를 좋아하게 되면서 두 사람은 연애를 시작하지만 로지는 나이 차를 극도로 신경쓴다. 대중이 바로 반응하여 애덤이 스타가 되자 로지의 불안감은 한층 가중된다.

## 출연
- 미셸 파이퍼 - 로지 핸슨 역
- 폴 러드 - 애덤 펄 역
- 세라 알렉산더 - 지니 역
- 스테이시 대시 - 브리아나 밍크스 역
- 존 러비츠 - 네이선 멘스포스 역
- 프레드 윌러드 - 마티 왓킨 역
- 시어셔 로넌 - 이지 멘스포스 역
- 트레이시 얼먼 - 대자연 역
- 야스민 페이지 - 멜러니 역
- 로리 코퍼스 - 딜런 역
- O. T. 패그벤레이 - 숀 역
- 트윙크 캐플런 - 시시 역
- 헨리 윙클러 - 본인 역 (크레디트 미기재)
- 필 콘웰
- 올리비아 콜먼
- 데이비드 미첼
- 스티브 펨버턴
- 매켄지 크룩
- 그레이엄 노턴
- 에드 번
- 이도 골드버그
- 아치 판자비
- 샐리 켈러먼
- 트로이 젠틸

## 기타 제작진
- 라인 제작: 크리스 톰프슨
- 협력 제작: 트윙크 캐플런
- 배역: 대니얼 허버드, 앤 매카시, 제이 스컬리
- 미술: 존 헨슨
- 세트: 로버트 위슈즌헤이스
- 의상: 샤이 컨리프